# Berninghausen

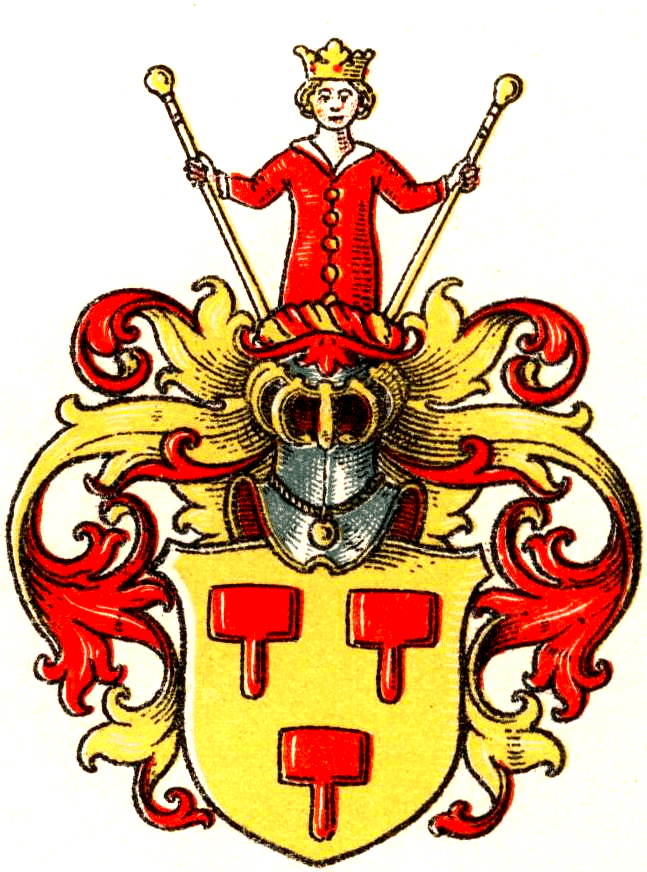
Wappen derer von Berninghausen

Die Familie von Berninghausen oder auch Beringhausen war ein altes westfälisches Adelsgeschlecht mit Schwerpunkt in der Grafschaft Arnsberg und dem Herzogtum Westfalen.

## Geschichte

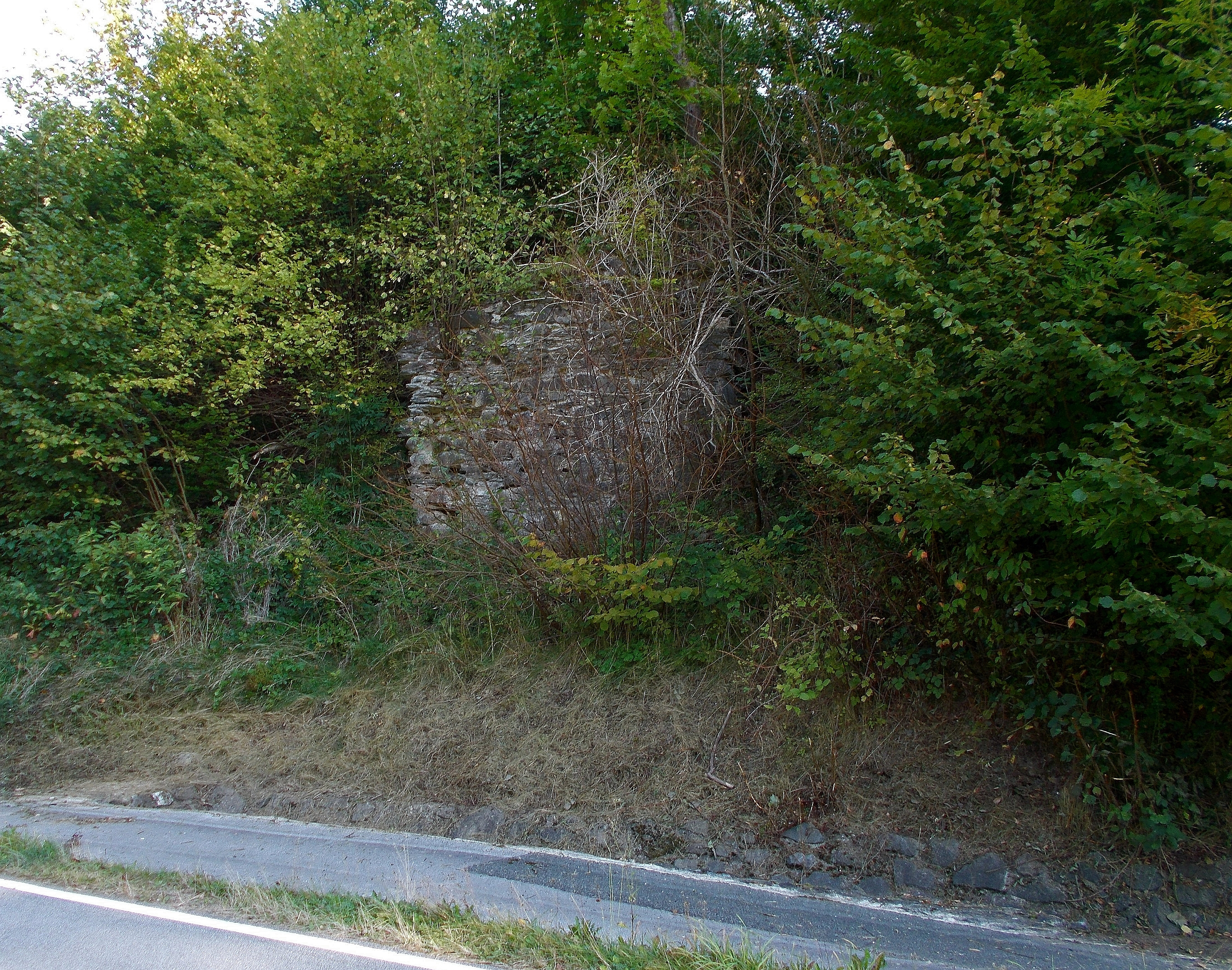
Reste des Burghauses Beringhausen

Benannt ist es nach dem Rittersitz Beringhausen in der Grafschaft Arnsberg im Kirchspiel Remblinghausen. Ein Heinrich von Berninghausen war um 1313 der erste bekannte Namensträger. Er war Lehnsmann der Grafen von Arnsberg und erscheint im Güterverzeichnis von Graf Wilhelm von Arnsberg. Im Güterverzeichnis von Gottfried IV. von 1338 war ein Arnold Berninghausen aufgeführt. Ein Noldekin von Beringhausen spielte 1368 eine wichtige Vermittlerrolle beim Verkauf der Grafschaft Arnsberg an das Erzstift Köln. Er war möglicherweise Verwalter oder Drost von Eversberg. In den folgenden hundert Jahren finden sich zahlreiche urkundliche Belege für die Familie, was für eine relativ große Bedeutung spricht.
Das Rittergut Beringhausen selbst umfasste nicht nur Besitz in Beringhausen selbst, sondern auch in anderen Orten. Er reichte bis an die Grenzen von Wehrstapel und Velmede. Es handelte sich somit um einen recht stattlichen Besitz. Das Geschlecht teilte sich in verschiedene Zweige. Diese besaßen zumindest zeitweise neben dem Stammsitz auch Schloss Laer, Rittersitze in Estinghausen, Antfeld, Eickelborn, Menzel, Meschede, Warmecke und Gevelinghausen. Ein im Raum Rüthen ansässiger Familienzweig hatte auch Burgmannslehen der Burg Rüthen und städtische Ämter. Sie hatten auch Dienstmannslehen in Altenrüthen inne.
Als Teil des Stiftsadels gehörten auch eine Reihe von Geistlichen der Familie an. Bis zur Umwandlung in ein Kollegiatstift männlicher Kanoniker im Jahr 1310 waren weibliche Mitglieder der Familie Kanonissen im Stift Meschede. Albert von Berninghausen war bis 1418 Domherr in Münster. Ein weiterer Albert war zwischen 1392 und 1432 Propst des Kollegiatstifts Meschede. Ein Arnold war dort von 1433 bis 1470 Propst. Im Jahr 1499 gab das Ehepaar Tonies von Berninghausen und Anna ihrer Tochter Agathe eine Leibzucht als Nonne im Kloster Benninghausen. Georg von Berninghausen war zu Beginn des 16. Jahrhunderts Domherr in Paderborn und Münster. Ein Arnold war Abt des Klosters Grafschaft und ein Konrad von Berninghausen war Kanoniker in Xanten. Ein Dietrich von Beringhausen war zwischen 1585 und 1616 Abt in Corvey.
Letzter bedeutender Vertreter der Stammlinie war Henneke von Berninghausen. Er erwarb unter anderem Schloss Laer und starb 1483. Da er keine männlichen Erben hatte, schenkte er und seine Frau einen Teil des Allodialbesitzes dem Kloster Galiläa.
Der Zweig der Familie am Stammsitz erlosch nach neueren Angaben bereits im 16. Jahrhundert und nicht erst im 17. Jahrhundert. Der Besitz kam durch eine Tochter Amalia an die Familie von Schnellenberg. Nach verschiedenen Zwischenstationen erbten diese 1737 die Familie von Gaugreben zu Alme.

## Wappen
Das Wappen zeigt in Gold drei (2:1) rote Schlägel. Auf dem Helm mit rot-goldenen Decken und Wulst eine rot gekleidete, gold gekrönte Puppe, die zwei goldene Hirten- oder Pilgerstäbe auf den Wulst stützt.